# Adama Coulibaly
Adama Coulibaly (ur. 10 września 1980 w Bamako) – piłkarz malijski grający na pozycji środkowego obrońcy.

## Kariera klubowa
Coulibaly urodził się w stolicy Mali, Bamako. Piłkarską karierę rozpoczął w tamtejszym klubie Djoliba AC, w barwach którego zadebiutował w 1998 roku w pierwszej lidze malijskiej. Już w 1998 roku wywalczył mistrzostwo Mali, a rok później, czyli w 1999 roku, powtórzył ten sukces.
Latem 1999 Coulibaly wyjechał do Francji i podpisał kontrakt z tamtejszym RC Lens. W Ligue 1 zadebiutował 28 sierpnia w przegranym 1:2 wyjazdowym spotkaniu z AS Nancy. W pierwszych dwóch sezonach był jednak tylko rezerwowym. W 2000 roku dotarł z Lens do półfinału Pucharu UEFA, a w sezonie 2000/2001 występował w amatorskich rezerwach klubu. W sezonie 2001/2002 zaczął grać w wyjściowej jedenastce i w tamtym sezonie wywalczył wicemistrzostwo Francji. W tamtym sezonie strzelił też swojego pierwszego gola we francuskiej ekstraklasie, a fakt ten miał miejsce 21 grudnia - Lens pokonało na wyjeździe Olympique Marsylia 2:1. W sezonie 2004/2005 Adama wraz z Lens zwyciężył w Pucharze Intertoto i awansował do Pucharu UEFA. Osiągnięcie to powtórzył dwa lata później. W 2008 roku spadł z Lens do Ligue 2.
Latem 2008 Coulibaly został zawodnikiem AJ Auxerre.
| Sezon   | Klub            | Kraj    | Rozgrywki  | Mecze | Bramki | Rozgrywki Europy | Mecze | Bramki |
| ------- | --------------- | ------- | ---------- | ----- | ------ | ---------------- | ----- | ------ |
| 1998    | Djoliba AC      | Mali    | Division 1 | ?     | ?      | -                | -     | -      |
| 1999    | Djoliba AC      | Mali    | Division 1 | 20    | 1      | -                | -     | -      |
| 1999/00 | RC Lens         | Francja | Ligue 1    | 5     | 0      | -                | -     | -      |
| 2000/01 | RC Lens B       | Francja | CFA        | 22    | 2      | -                | -     | -      |
| 2001/02 | RC Lens         | Francja | Ligue 1    | 22    | 2      | -                | -     | -      |
| 2002/03 | RC Lens         | Francja | Ligue 1    | 25    | 0      | -                | -     | -      |
| 2003/04 | RC Lens         | Francja | Ligue 1    | 22    | 1      | -                | -     | -      |
| 2004/05 | RC Lens         | Francja | Ligue 1    | 18    | 0      | -                | -     | -      |
| 2005/06 | RC Lens         | Francja | Ligue 1    | 35    | 2      | -                | -     | -      |
| 2006/07 | RC Lens         | Francja | Ligue 1    | 33    | 2      | -                | -     | -      |
| 2007/08 | RC Lens         | Francja | Ligue 1    | 30    | 2      | -                | -     | -      |
| 2008/09 | AJ Auxerre      | Francja | Ligue 1    | 30    | 1      | -                | -     | -      |
| 2009/10 | AJ Auxerre      | Francja | Ligue 1    | 33    | 1      | -                | -     | -      |
| 2010/11 | AJ Auxerre      | Francja | Ligue 1    | 38    | 0      | -                | -     | -      |
| 2011/12 | AJ Auxerre      | Francja | Ligue 1    | 8     | 0      | -                | -     | -      |
| 2012/13 | AJ Auxerre      | Francja | Ligue 1    | 24    | 1      | -                | -     | -      |
| 2013/14 | AJ Auxerre      | Francja | Ligue 2    | 37    | 1      | -                | -     | -      |
| 2014/15 | Valenciennes FC | Francja | Ligue 2    | 26    | 1      | -                | -     | -      |

## Kariera reprezentacyjna
W reprezentacji Mali Coulibaly zadebiutował w 2001 roku. W 2002 roku został powołany przez Henryka Kasperczaka do kadry na Puchar Narodów Afryki 2002, na którym zajął z Mali 4. miejsce. W 2004 roku Henri Stambouli także powołał Adamę na Puchar Narodów Afryki i także tym razem Malijczycy zajęli 4. pozycję. W 2008 roku Coulibaly zaliczy swój trzeci turniej PNA.